# DKP-DKU aktivister under valgkamp
|  | Denne artikel er oprettet af botten Steenthbot ud fra en ekstern database. Den kan derfor have sproglige fejl eller mangler. Denne skabelon kan fjernes efter kontrol af indholdet. |

DKP-DKU aktivister under valgkamp er en dansk dokumentarisk optagelse fra 1957.

## Handling
Danmarks Kommunistiske Partis aktiviteter op til et valg, formentlig Folketingsvalget 1957. På Blågårds Plads leger børn, mens ungdomsaktivister uddeler flyers. Kortege med valgopråb kører gennem gaderne. Fra en lastbil holder DKP-partisekretær Ingmar Wagner tale. Parolen er, at "freden skal sikres". På Nørre Søgade gøres der klar til optog. Kortege af knallerter, cykler og biler og kører gennem byen, bl.a. langs Rantzausgade. I gaderne og på biler hænger der massevis af plakater med bl.a. budskabet "Lille land beskyt dig - mod atomvåben". Valgoptoget afsluttes med orkester og taler fra friluftsscenen i Enghaveparken på Vesterbro.